# ひりゆう型消防船 (初代)
ひりゆう型消防船（ひりゆうがたしょうぼうせん、英語: Hiryu-class fireboat）は、海上保安庁の消防艇の船級。

## 開発
1960年代初頭、日本の原油輸入量は急増していた。その一方、大型化した石油タンカーは動きが緩慢で、しかも海峡・水道の交通管理がほとんどされていなかったこともあって、石油タンカーによる海難事故が相次いだ。特に1962年11月18日に京浜運河で発生した第一宗像丸とサラルド・ブロビク号（ノルウェー船籍）の衝突事故や、1965年5月23日に発生した、日本石油精製室蘭製油所(当時)におけるヘイムバード号（ノルウェー船籍）の衝突事故は、大型タンカーによる事故の危険性を再認識させる事態となった。これらの炎上事故では、海上保安庁による消火活動も行なわれたが、独力での鎮火は不可能で、在日アメリカ軍のヘリコプターや民間船舶の援助があった。さらに、陸上の消防機関の化学消防車をはしけに搭載して接近させるといった、応急的な試みも行われた。そもそも、当時日本に在籍していた化学消火能力を有する消防艇は、その全てが50総トン未満の小型艇で、大型タンカー火災に対処できる消防艇は皆無に近かった。
これらの情勢を踏まえ、1965年9月、海上保安庁では東京大学の山縣昌夫名誉教授を議長とする化学消防艇設計会議を設置し、学識経験者による設計会議の結果、双胴船型が適当であると答申を受けた。1966年5月には、欧米における海上消防の実情を調査するため、猪口警備救難部長を団長とする調査団が派遣されたが、どの国も大型タンカー火災に対処できる大型消防艇を保有しておらず、むしろ炎上事故が頻発している日本こそ、大型消防艇を率先して建造すべきであるという結論も得られた。1967年9月、化学消防艇の艤装設備委員会が設置され、消防庁消防研究所・東京消防庁・海難防止協会などの関連機関による審議を経て、仕様書がまとめられた。1968年8月、これを基に1番船が日本鋼管に発注され、1969年3月4日に1番船「ひりゆう」が竣工した。

## 設計

### 船体
化学消防艇設計会議の答申を受けて、船体には放水時の安定性と回頭能力に優れた操縦性を重視した双胴船型が採用され、両船体の上に放水櫓が設けられた。火災現場に急行するため13.5ノットの速力が求められたことから、26.5メートルの喫水線長を確保するとともにバルバス・バウが採用されており、双胴間隔および船首バルブの形状は水槽試験結果に基づいて決定された。船体構造の部材寸法は小型鋼船構造基準によって決められた。材料は主としてNK-A級鋼を用い、重量軽減の点から肋骨は建築構造用冷間成形軽量形鋼を使用した。
15万トン級のタンカーの火災に対処するため、放水櫓は水面上高さ15メートルを確保した。放水櫓は40メートル毎秒の風圧に耐え、縦揺れ・横揺れによる慣性力や放水の反動力等も考慮して設計し、圧力配管用炭素鋼管を使用して組み立てた。また櫓の下部は隔壁に挿し込んで、十分強固に船体に固着した。
海面に浮遊する原油に接近して消防活動を行う場合に、船自身の安全を確保するとともに船が火災源とならないよう、船内与圧装置、機関排気冷却装置、電気機器防爆構造および難燃材料の使用などが配慮されている。船内を与圧する際には、全扉窓を閉鎖して水面上8メートルから換気を行う。上甲板甲板室前後部とデリックポスト頂部には可燃ガス警報装置が設置された。

### 機関
本型では双胴船型を採用したため、全幅が広い一方で単胴幅はわずか3.3メートルと狭い上、要所に300ミリ深さの肋骨やサイドストリンガーが入っているために有効幅がかなり狭いものとなっている。また機関室が左右胴に完全に二分されているため、空間の利用効率も単胴型に比べると相当悪い条件にある。
このことから、消防ポンプ、原液ポンプなど力度の大きいものの駆動は独立動力ではなく主機を兼用することとなった。主機出力は当初計画よりも強化されることになり、メルセデス・ベンツのV型12気筒ディーゼルエンジンであるMB820Db（定格1,100馬力, 1,400 rpm）を池貝がライセンス生産したものを搭載した。
上記のように各種ポンプ類の駆動に主機を用いていることもあって、主機出力の増減と速力の増減とを調整可能なように、プロペラは可変ピッチ式とされた。主機プロペラ・ピッチ、舵などの制御および消防系統の配管は全て左右胴独立である。
全力放水中でも主機出力の一部をもって相当の機動力を発揮することが求められており、全力放水中でも主機出力の約1⁄3で速力6－8ノットで前後進が可能な余裕がある。当初は船位保持のためサイドスラスターを装備することも検討されたものの、双胴設標船「みょうじょう」により船位保持試験を行ったところ、双胴船はプロペラ軸スパンが大きく回頭能力が極めて良好であるため、スラスターが無くとも目的を達しうると判断されて、省かれることになった。

## 装備
ヘイムバード号の消火活動から、輻射熱を避けるためには30メートル以上離れて放水する必要があるという教訓が得られていたことから、有効射程が40m以上となるような消防装備が求められた。
第1放水甲板（櫓最上層）と船首両舷には、泡用放水銃（放水能力：3,000リットル毎分）を各2基設置した。これは船側破孔へと化学消火液を注入する構想であり、1967年8月に川崎市消防局の協力を得て試射を行った。その後、昭和60年度から62年度にかけて、櫓最上層の放水銃2基は伸縮式放水塔1基に換装され、より大型の船舶の火災にも対処できるようになった。
第2放水甲板（櫓中層）には海水専用放水銃（放水能力：6,000リットル毎分）2基が設置された。これは深田工業が開発した当時国内最大級の能力を有する放水銃であり、炎上箇所に隣接する石油タンクへの類焼を防ぐための冷却用海水を放水する構想であった、
船橋天井には、泡水兼用放水銃（放水能力：1,800リットル毎分）を1基設置し、近距離消火に用いるとした。さらに、陸上への送水援護や部分消火用に6,000リットル毎分の送水が可能なホース接手を両舷に各5基設置した。
放水銃の操作は手動だが、操作要員のために防火服が用意されており、内蔵された無線機で船橋との通話が可能である。このほか、自衛用の設備として、8か所から海水を扇状に噴霧するノズルが設置された。また4・5番船は粉末放射銃1基と油防除能力も付与された。
化学消火用の泡原液は、火点に接近するために散布する量と15万トン級タンカーのサイドタンク1個の消火に必要とされる量の合計で14,500L（約16.9t）が搭載された。これは、泡放水銃5基を全開で放射しても30分持続して放射可能な量でもある。

## 同型船

### 一覧表
| 計画年度 | 番号 | 船名         | 竣工                        | 最終配属地        | 退役                        |
| -------- | ---- | ------------ | --------------------------- | ----------------- | --------------------------- |
| 昭和43年 | FL01 | ひりゆう     | 1969年 （昭和44年） 3月4日  | 横浜 (第三管区)   | 1997年 （平成9年） 12月2日  |
| 昭和44年 | FL02 | しようりゆう | 1970年 （昭和45年） 3月4日  | 四日市 (第四管区) | 2013年 （平成25年） 3月4日  |
| 昭和45年 | FL03 | なんりゆう   | 1971年 （昭和46年） 3月4日  | 海南 (第五管区)   | 2013年 （平成25年） 3月26日 |
| 昭和51年 | FL04 | かいりゆう   | 1977年 （昭和52年） 3月18日 | 堺 (第五管区)     | 2013年 （平成25年） 3月12日 |
| 昭和52年 | FL05 | すいりゆう   | 1978年 （昭和53年） 3月24日 | 水島 (第六管区)   | 2013年 （平成25年） 3月12日 |

### 運用史
1番船「ひりゆう」は竣工と同時に横浜に配備された。その後、1970年3月に2番船「しようりゆう」が四日市に、1971年3月には3番船「なんりゆう」が下津に配属された。さらに、同型船として海上保安協会内の海上消防委員会（現在の海上災害防止センター）向けに2隻（「おおたき」、「きよたき」）が建造され、世界でも類を見ない強力な消防船が5隻も配備されることとなった。しかし、1974年に起きた第十雄洋丸事件では、本型の「ひりゆう」「しようりゆう」「おおたき」が3隻がかりで消火活動に当たり、本型の設計が適切であることを示したものの鎮火には至らず、最終的に災害派遣によって出動した海上自衛隊によって第十雄洋丸が撃沈処分されるという結果になった。海上保安庁ではさらなる海上消防力の強化を図って、粉末ノズルと粉末消火剤を搭載した「かいりゆう」「すいりゆう」を追加建造し、新規に建造されたたかとり型巡視船、ぬのびき型消防艇と共にタンカー火災に万全を期した。
1997年に老朽化のためネームシップが新ひりゆう型消防船に更新されたが、警備救難用巡視船の建造予算が優先的に計上されてきたこともあって、残る4隻は代替船の予算措置が講じられず、艦齢40年近くになっても第一線で運用された。この4隻は、2013年3月によど型巡視艇の新造船が就役する事によって退役することになった。